# برج نيروبي السكني 88
برج نيروبي السكني 88 هو ناطحة سحاب مكوّنة من 44 طابقًا، ويجري حاليًا إنشاؤه في حي أبر هيل بمدينة نيروبي، عاصمة كينيا وأكبر مدنها. ومن المتوقّع، عند اكتماله، أن يصبح أطول مبنى سكني في منطقة أفريقيا جنوب الصحراء الكبرى.

## الموقع
سيُقام المبنى على قطعة أرض تبلغ مساحتها نحو 1 أكر (ما يعادل 4,000 متر مربع)، ويقع على طول شارع نغونغ الرابع في حي أبر هيل بمدينة نيروبي، وذلك على بُعد نحو 3.5 كيلومتر (2 ميل) جنوب غرب المنطقة التجارية المركزية للمدينة.
تملك شركة لوردشيب أفريقيا، وهي شركة استثمار وتطوير عقاري مقرها نيروبي، مبنى 88 نيروبي السكني. الشركة تابعة لمجموعة لوردشيب، وهي تكتل عقاري يقع مقره الرئيسي في أوروبا الوسطى، ومن المتوقع أن يوفر المشروع أكثر من 15,000 قدم مربع (1,394 م2) من المساحة السكنية القابلة للتأجير وحوالي 18,000 قدم مربع (1,672 م2) من مساحة الحديقة.

## وسائل الراحة
تشمل المرافق الأخرى متجرًا صغيرًا، ومطعمًا يحمل علامة تجارية ويتسع لـ 150 مقعدًا، وسبا وصالة ألعاب رياضية، ومركزًا للاجتماعات والأعمال، وثلاثة بارات للمقيمين، وصالة مشتركة فاخرة، ومسبحًا داخليًا مُدفأً في الطابق الحادي والثلاثين، ومواقف سيارات تتسع لـ 518 سيارة. وسيضم المشروع 288 شقة فاخرة. كما يضم المبنى أربعة تصاميم للشقق: (أ) شقة تنفيذية بغرفة نوم واحدة، (ب) شقة تنفيذية بغرفتي نوم، (ج) دوبلكس، و(د) شقق بنتهاوس بثلاث أو أربع غرف نوم، متوفرة في الطابق الأربعين وما فوق. كما أن جميع الوحدات مفروشة بالكامل.

## العملاء المستهدفون
يستهدف المشروع شريحة تُقدّر بنحو 40 ألف مدير تنفيذي وموظف في الشركات، يعملون في حي أبر هيل، الذي كان يفتقر إلى الشقق السكنية المخصّصة لكبار الموظفين، وذلك حتى فبراير/شباط 2018. ومن المتوقع أن يسهم هذا المشروع في تقليل أوقات التنقل والحد من استخدام وسائل النقل الآلية، إذ قد يفضل بعض المديرين التنفيذيين السير على الأقدام من وإلى أماكن عملهم.

## البناء والتمويل
تقدَّر ميزانية بناء المشروع بنحو 5 مليارات شلن كيني، أي ما يعادل حوالي 50 مليون دولار أمريكي، وسيتم تأمين هذا المبلغ من خلال مزيج من القروض، وطرح الأسهم، ومبيعات الوحدات السكنية. بدأت أعمال البناء في عام 2018، وكان من المقرّر الانتهاء منها في عام 2023. إلا أن موعد الإكمال تأجّل إلى الربع الأول من عام 2025، وذلك بسبب عدد من التحديات المرتبطة بعمليات البناء وتخزين المواد.